# Tetradium
Tetradium és un gènere de plantes que conté 17 espècies. Pertany a la família Rutàcia.

## Taxonomia
Aquest gènere va ser descrit per João de Loureiro i publicat a Flora Cochinchinensis 1: 91-92. 1790. L'espècie tipus és: Tetradium trichotomum Lour.

## Algunes espècies
- Tetradium amarissimum
- Tetradium austrosinense
- Tetradium baberi
- Tetradium calcicolum
- Tetradium cymosum
- Tetradium daniellii